# 5364 Christophschäfer
5364 Christophschäfer è un asteroide della fascia principale. Scoperto nel 1980, presenta un'orbita caratterizzata da un semiasse maggiore pari a 2,4572294 au e da un'eccentricità di 0,2005041, inclinata di 3,11402° rispetto all'eclittica.